# Osteochilus striatus
 Osteochilus striatus és una espècie de peix cipriniforme de la família dels ciprínids.

## Morfologia
Els mascles poden assolir els 8,2 cm de longitud total.

## Distribució geogràfica
Es troba al riu Mekong al seu pas per Laos.